# Instituto Alimentaria

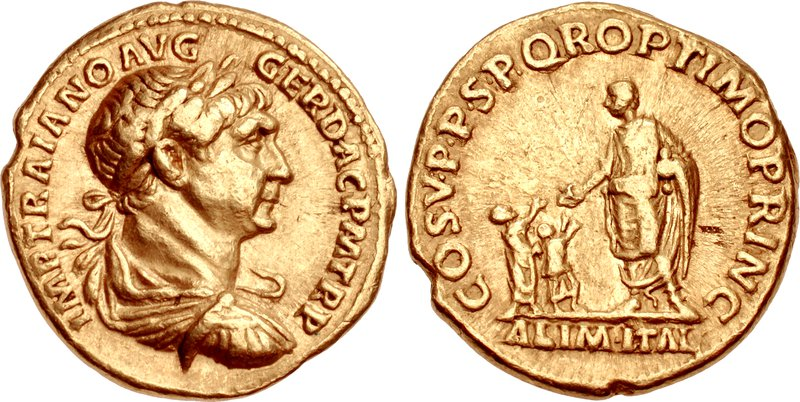
Áureo en el que se representa la institución de los alimenta por Trajano.

La «Institutio Alimentaria» fue creada en el año 114 por el emperador romano Trajano en favor de los niños de Italia. El emperador que pasó a la historia como optimus princeps sacó de su patrimonio personal las sumas necesarias para garantizar un porvenir tranquilo a centenares de niños necesitados, legítimos e ilegítimos, sobre todo del campo. Trazas históricas del advenimiento fueron talladas en el arco de Trajano en Benevento, donde está representada la distribución de víveres a los niños pobres a través de esta institución, lo mismo que se encuentran en el Foro Romano.
Debido a las guerras, muchos niños sufrían hambre y de ahí que el emperador decidiera intervenir. Anteriormente se habían hecho provisiones generales y no específicas para la infancia. El emperador tomó la decisión. Cogió la suma que precisaba de su propio patrimonio personal y, contra la garantía de hipotecas inmobiliarias y un interés del 5%, lo dio en préstamo a los agricultores de varios municipios de Italia los cuales, debían a su vez inscribir escrupulosamente sus fondos en los registros ciudadanos. Esta operación financiera era conocida como la obligatio praediorum. La institutio alimentaria contaba con sus Quaestores alimentorum, dependientes a su vez del «Praefectus alimentorum».
En la Tabla de Veleya se leen dos inscripciones: una del año 49 a. C. que contiene la «Lex Rubria»; la segunda, del tiempo de Trajano, se muestra el camino del procedimiento del préstamo imperial. Del saldo obtenido (72.000 sextercios) se dieron a interés, 3.600 sextercios a 18 niños y una niña, todos hijos legítimos. Posteriormente la suma a dividir se convierte en 52.000 sextercios divididos entre 245 niños y 34 niñas, legítimos, más un niño y una niña ilegítimos.
La escena que se describe en el arco de Benevento muestra a muchos colonos que llevan a sus hijos ante la tabla donde el «curator» que distribuía los regalos. Se entrevén algunos que vuelven y las figuras simbólicas de Benevento que observan la escena.

## Bibliografía

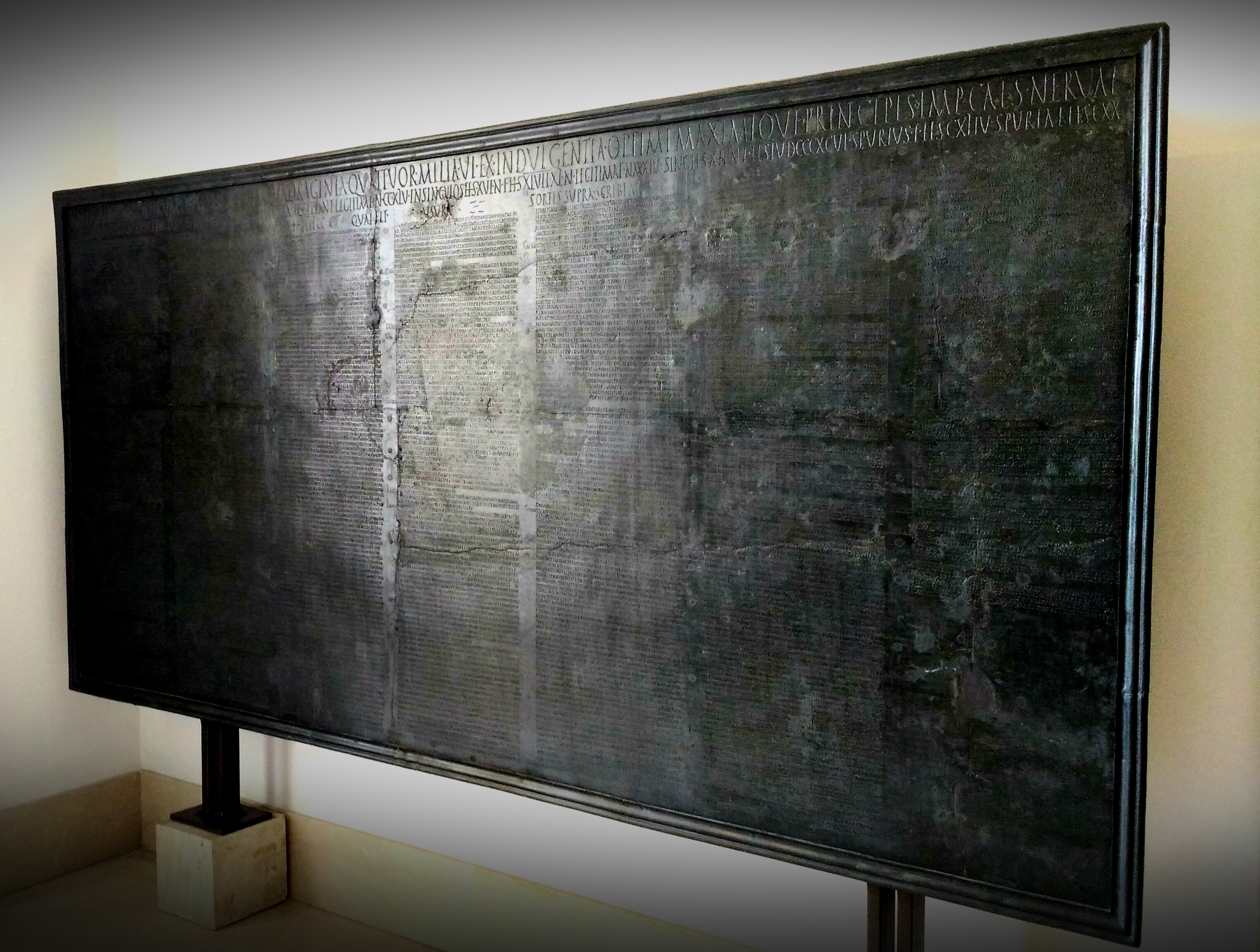
La Tabula de Velia en la que se instituyen los alimenta.